# Goussi
Goussi (auch Gousi) ist ein Dorf in Burkina Faso, in der Region Boucle du Mouhoun, der Provinz Nayala und dem Departement Toma. Goussi liegt am südlichen Rand der Sahelzone und hat 516 Einwohner (1996).